# Epeolus tarsalis
Epeolus tarsalis är en biart som beskrevs av Morawitz 1874. Epeolus tarsalis ingår i släktet filtbin, och familjen långtungebin. Inga underarter finns listade i Catalogue of Life.

## Bildgalleri

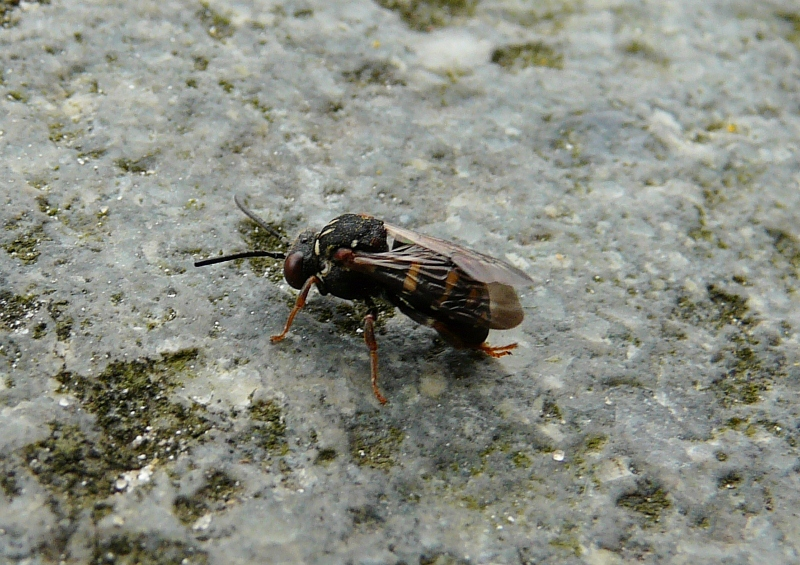